# Audrey Prieto
Audrey Prieto (* 13. Juni 1980 in Clermont-Ferrand) ist eine französische Ringerin. Sie wurde 2007 Weltmeisterin in der Gewichtsklasse bis 59 kg Körpergewicht.

## Werdegang
Audrey Prieto, die zeitweise auch unter dem Namen Prieto-Bochaschwili startete, begann als Jugendliche 1996 in ihrer Heimatstadt Clermont-Ferrand mit dem Ringen. Sie ist spanisch-philippinischer Abstammung. Seit 2003 wurde bzw. wird sie von Nodar Bochaschwili und seit 2010 von Benoit Schuller trainiert. Jetzt gehört sie dem Sportclub US Metro Paris an und sie ist bei der Pariser Metro angestellt. Audrey Prieto ist 1,62 Meter groß.
Erstmals in Erscheinung trat sie im Jahre 1998, als sie bei der französischen Juniorenmeisterschaft in der Gewichtsklasse bis 58 kg den 3. Platz belegte. Französische Juniorenmeisterin wurde sie erstmals im Jahre 2000. In diesem Jahr startete sie auch bei ihrer ersten internationalen Meisterschaft. Bei der Junioren-Weltmeisterschaft in Nantes kam sie dabei in der Gewichtsklasse bis 63 kg auf den 6. Platz.
Im Jahre 2002 gewann Audrey Prieto mit einem 3. Platz in der Gewichtsklasse bis 63 kg ihre erste Medaille bei einer französischen Meisterschaft der Damen. 2003 erfolgte dann der erste Titelgewinn bei einer französischen Meisterschaft. Weitere französische Meistertitel gewann sie in den Jahren 2005, 2006, 2007, 2008, 2009, 2010 und 2011. Dabei startete sie in nicht weniger als vier verschiedenen Gewichtsklassen (bis 55 kg, bis 59 kg, bis 63 kg und bis 72 kg).
Bei den Damen nahm Audrey Prieto im Jahre 2003 erstmals an einer internationalen Meisterschaft teil. Sie kam dabei bei der Europameisterschaft in Riga in der Gewichtsklasse bis 59 kg auf den 9. Platz. An den Olympischen Spielen 2004 in Athen, bei denen erstmals das Frauenringen in vier Gewichtsklassen auf dem Programm stand, konnte sie nicht teilnehmen, weil die Gewichtsklasse bis 59 kg, in der sie damals startete, nicht olympisch war. Sie war erst wieder bei der Europameisterschaft 2005 in Warna am Start und gewann dabei mit Siegen über Desislawa Ljubenowa aus Bulgarien und Julia Ratkewitsch aus Belarus bei einer Niederlage im Finale gegen Ida-Theres Nerell aus Schweden mit der Silbermedaille ihre erste Medaille bei einer internationalen Meisterschaft.
Der nächste Medaillengewinn gelang ihr bei der Europameisterschaft 2006 in Moskau, wo sie sich mit Siegen über Wiktorija Grigorjewa aus Lettland, Georgiana Narcisa Paic aus Rumänien und Cecilia Skoglund aus Schweden, bei einer Niederlage gegen Ljubow Michailowna Wolossowa aus Russland, eine Bronzemedaille erkämpfte. Bei den Weltmeisterschaften der Jahre 2005 und 2006 schnitt sie nicht so erfolgreich ab, denn sie verlor 2005 in Budapest gegen Ida-Theres Nerell und 2006 in Guangzhou gegen Ludmila Cristea aus Moldawien in der 2. bzw. in der 1. Runde, schied damit frühzeitig aus und kam nur auf die Plätze 12. bzw. 14.
Im Jahre 2007 war sie nur bei der Weltmeisterschaft in Baku in der Gewichtsklasse bis 59 kg am Start. Dabei gelang ihr der größte Erfolg in ihrer Ringer-Laufbahn, denn sie wurde mit Siegen über Sandra Roa Velandri, Kolumbien, Georgiana Narcisa Paic, Natalja Sinischin, Belarus und Stéphanie Groß, Deutschland, Weltmeisterin.
Im Jahre 2008 wollte Audrey Prieto unbedingt bei den Olympischen Spielen in Peking an den Start gehen. Sie musste dazu aber die Gewichtsklasse wechseln. Bereits im Jahre 2007 unternahm sie deshalb Versuche in die Gewichtsklasse bis 55 kg abzutrainieren, aber diese Radikalkur ging daneben, obwohl sie 2007 sogar französische Meisterin in dieser Gewichtsklasse vor der ehemaligen Weltmeisterin Anna Gomis wurde. Sie ging deshalb im Jahre 2008 den Weg eines anderen Extrems und nahm soviel an Gewicht zu, dass sie in der Gewichtsklasse bis 72 kg an den Start gehen konnte. Bei der Europameisterschaft 2008 in Tampere ging sie bereits in dieser Gewichtsklasse an den Start, verlor dort aber bereits in der 1. Runde gegen Sumrud Gurbanhadschijewa aus Aserbaidschan und kam nur auf den 14. Platz. Danach gelang es ihr aber, sich bei den Turnieren in Edmonton, wo sie Dritte wurde und in Haparanda, wo sie den 2. Platz belegte, für die Spiele in Peking zu qualifizieren. In Peking unterlag sie aber bereits in der ersten Runde gegen Anita Schätzle aus Deutschland, schied aus und kam nur auf den 14. Platz.
Bei der nach den Olympischen Spielen stattfindenden Weltmeisterschaft in Tokio ging sie dann in der Gewichtsklasse bis 63 kg an den Start und gewann nach einer Niederlage im Halbfinale gegen Ljubow Michailowna Wolossowa aus Russland mit einem Sieg über Hanna Beljajewa aus Belarus sogar eine Bronzemedaille.
Bei der Europameisterschaft 2009 in Vilnius kam Audrey Prieto in der Gewichtsklasse bis 63 kg nach Siegen über Olga Butkewitsch aus Großbritannien und Laura Skujina aus Lettland und Niederlagen gegen Monika Ewa Michalik aus Polen und Stefanie Stüber aus Deutschland auf einen guten 5. Platz. Die vorläufig letzte Medaille in ihrer Karriere gewann sie dann bei der Europameisterschaft 2010 in Baku. Sie besiegte dort Karin Stingelin aus der Schweiz, Elina Wasewa aus Bulgarien und Hanna Beljajewa und verlor erst im Endkampf gegen Ljubow Michailowna Wolossow, womit sie Vize-Europameisterin wurde.
Sie nahm auch noch an der Weltmeisterschaft 2010 in Moskau, der Europameisterschaft 2011 in Dortmund, der Weltmeisterschaft 2011 in Istanbul und der Europameisterschaft 2012 in Belgrad teil, konnte sich dort aber nicht mehr in den Vorderfeldern platzieren. Im Jahre 2012 versuchte sie, sich in den Turnieren in Sofia, in Taiyuan/Volksrepublik China und Helsinki noch einmal für die Olympischen Spiele in London zu qualifizieren, was ihr aber nicht gelang.

## Internationale Erfolge
| Jahr | Platz | Wettbewerb                                                | Gewichtsklasse | Ergebnisse |
| 2000 | 6.    | Junioren-WM in Nantes                                     | bis 63 kg      | nach einem Sieg über Arya Manish, Indien und Niederlagen gegen Raia Valeriana Raitschewa, Bulgarien, Monika Ewa Michalik, Polen und Sara McMann, USA                                               |
| 2003 | 9.    | EM in Riga                                                | bis 59 kg      | nach Niederlagen gegen Maria Smoljakowa, Russland und Helena Allandi, Schweden und einem Sieg über Stefanie Stüber, Deutschland                                                                    |
| 2004 | 10.   | Austrian-Lady-Open in Götzis                              | bis 59 kg      | Siegerin: Helena Allandi vor Sabrina Esposito, Italien |
| 2005 | 3.    | Klippan-Lady-Open                                         | bis 59 kg      | hinter Mio Nishimaki, Japan und Sally Roberts, USA |
| 2005 | 2.    | EM in Warna                                               | bis 59 kg      | nach Siegen über Desislawa Ljubenowa, Bulgarien und Julia Ratkewitsch, Belarus und einer Niederlage gegen Ida-Theres Nerell, Schweden                                                              |
| 2005 | 5.    | Welt-Cup in Clermont-Ferrand                              | bis 59 kg      | hinter Ayako Shōda, Japan, Sally Roberts, Yoselin Roias Urbira, Venezuela und Natalja Sinischin, Ukraine                                                                                           |
| 2005 | 3.    | Mittelmeer-Spiele in Almería                              | bis 59 kg      | hinter Diletta Giampiccolo, Italien und Sebastiana Jiminez Valderrama, Spanien |
| 2005 | 12.   | WM in Budapest                                            | bis 59 kg      | nach einem Sieg über Wiktorija Sagainowa, Russland und einer Niederlage gegen Ida-Theres Nerell |
| 2006 | 4.    | „Dave-Schultz“-Memorial International in Colorado Springs | bis 63 kg      | hinter Alaina Berube, Elena Piroschkowa und Erin Tomeo, alle USA |
| 2006 | 3.    | EM in Moskau                                              | bis 59 kg      | nach einem Sieg über Wiktorija Grigorjewa, Lettland, einer Niederlage gegen Ljubow Michailowna Wolossowa, Russland und Siegen über Georgiana Narcisa Paic, Rumänien und Cecilia Skoglund, Schweden |
| 2006 | 3.    | Großer Preis von Deutschland in Dormagen                  | bis 63 kg      | hinter Nikola Hartmann-Dünser, Österreich und Helena Allandi |
| 2006 | 3.    | Austrian-Lady-Open in Götzis                              | bis 63 kg      | hinter Stéphanie Groß, Deutschland und Hanna Beljajewa, Belarus |
| 2006 | 3.    | Golden-Grand-Prix in Baku                                 | bis 59 kg      | hinter Ayako Shoda und Ida-Theres Nerell |
| 2006 | 14.   | WM in Guangzhou                                           | bis 59 kg      | nach einer Niederlage gegen Ludmila Cristea, Moldawien |
| 2007 | 15.   | Klippan-Lady-Open                                         | bis 55 kg      | Siegerin: Anna Gomis, Frankreich vor Sofia Poumpouridou, Griechenland |
| 2007 | 10.   | Austrian-Lady-Open in Götzis                              | bis 55 kg      | Siegerin: Liu Chunhong, Volksrepublik China vor Anna Swyridowska, Polen |
| 2007 | 1.    | WM in Baku                                                | bis 59 kg      | nach Siegen über Sandra Roa Velandri, Kolumbien, Georgiana Narcisa Paic, Natalja Sinischin und Stephanie Groß                                                                                      |
| 2008 | 14.   | EM in Tampere                                             | bis 72 kg      | nach einer Niederlage gegen Sumrud Gurbanhadschijewa, Aserbaidschan |
| 2008 | 5.    | Austrian-Lady-Open in Götzis                              | bis 72 kg      | hinter Maider Unda Gonzales de Audicana, Spanien, Jaresmit Weffer, Venezuela, Marina Gastl, Österreich und Magdalena Pietrzyk, Polen                                                               |
| 2008 | 3.    | Olympia-Qualifikations-Turnier in Edmonton                | bis 72 kg      | hinter Agnieszka Wieszczek, Polen und Rosangela Conceisao, Brasilien |
| 2008 | 2.    | Olympia-Qualifikations-Turnier in Haparanda               | bis 72 kg      | hinter Amarachi Obiajunwa, Nigeria, vor Elena Diana Mudrag, Rumänien und Maria Louiza Vryoni, Griechenland                                                                                         |
| 2008 | 14.   | OS in Peking                                              | bis 72 kg      | nach einer Niederlage gegen Anita Schätzle, Deutschland |
| 2008 | 3.    | WM in Tokio                                               | bis 63 kg      | nach Siegen über Nguyen Thi Tam, Vietnam, Olga Butkewitsch und Justine Bouchard, Kanada, einer Niederlage gegen Ljubow Michailowna Wolossowa und einem Sieg über Hanna Beljajaewa                  |
| 2009 | 5.    | EM in Vilnius                                             | bis 63 kg      | nach Siegen über Olga Butkewitsch und Laura Skujina, Lettland und Niederlagen gegen Monika Ewa Michalik und Stefanie Stüber, Deutschland                                                           |
| 2010 | 3.    | Klippan-Lady-Open                                         | bis 63 kg      | hinter Monika Ewa Michalik und Aljona Kartaschowa, Russland |
| 2010 | 2.    | EM in Baku                                                | bis 63 kg      | nach Siegen über Karin Stingelin, Schweiz, Elina Wasewa, Bulgarien und Hanna Beljajewa und einer Niederlage gegen Ljubow Michailowna Wolossowa                                                     |
| 2010 | 10.   | Golden-Grand-Prix in Baku                                 | bis 63 kg      | Siegerin: Monika Ewa Michalik vor Otschirbatyn Nasanburmaa, Mongolei |
| 2010 | 22.   | WM in Moskau                                              | bis 63 kg      | nach einer Niederlage gegen Gosal Sutowa, Aserbaidschan |
| 2011 | 8.    | Welt-Cup in Liévin                                        | bis 63 kg      | Siegerin: Kaori Icho, Japan vor Justine Bouchard |
| 2011 | 10.   | EM in Dortmund                                            | bis 63 kg      | nach einem Sieg über Jenny Aardalen, Norwegen und Niederlagen gegen Taybe Yusein, Bulgarien und Inna Traschukowa, Russland                                                                         |
| 2011 | 1.    | Großer Preis von Deutschland in Dormagen                  | bis 63 kg      | vor Monika Ewa Michalik, Yvonne Englich-Hees, Deutschland und Justine Bouchard |
| 2011 | 2.    | Poland-Open in Tarnowo Podgorne                           | bis 63 kg      | hinter Anastassija Brattschikowa, Russland, vor Danielle Lappage, Kanada und Natalja Smirnowa, Russland                                                                                            |
| 2011 | 9.    | WM in Istanbul                                            | bis 63 kg      | nach einem Sieg über Niclette Yamani Mbele, COD, einer Niederlage gegen Marianna Sastin, Ungarn, einem Sieg über Navjot Kaur, Indien und einer Niederlage gegen Kim Ran-Mi, Nordkorea              |
| 2012 | 5.    | Golden-Grand-Prix in Klippan                              | bis 63 kg      | hinter Henna Johansson, Schweden, Monika Ewa Michalik, Erin Clodgo, USA und Natalja Smirnowa |
| 2012 | 9.    | EM in Belgrad                                             | bis 63 kg      | Siegerin: Julija Ostaptschuk, Ukraine vor Natalja Smirnowa |
| 2012 | 7.    | Olympia-Qualifikations-Turnier in Sofia                   | bis 63 kg      | Siegerin: Julija Ostaptschuk vor Ljubow Michailowna Wolossowa |
| 2012 | 5.    | Olympia-Qualifikations-Turnier in Taiyuan/China           | bis 63 kg      | Siegerin: Henna Johansson vor Elif Jale Yeşilırmak, Türkei |
| 2012 | 13.   | Olympia-Qualifikations-Turnier in Helsinki                | bis 63 kg      | Siegerin: Monika Ewa Michalik vor Anastasija Grigorjeva und Aline Focken, Deutschland |

## Französische Meisterschaften
Audrey Prieto wurde 2000 französische Juniorenmeisterin und in den Jahren 2003, 2005, 2006, 2007, 2008, 2009, 2010 und 2011 französische Meisterin bei den Damen (Gewichtsklassen: bis 55 kg, bis 59 kg, bis 63 kg und bis 72 kg).

## Erläuterungen
- alle Wettbewerbe im freien Stil
- OS = Olympische Spiele, WM = Weltmeisterschaft, EM = Europameisterschaft